# 宇津木妙子
宇津木 妙子（うつぎ たえこ、1953年4月6日 - ）は、埼玉県比企郡中山村（現在の川島町）出身の女子ソフトボール選手（内野手）・指導者。身長158cm。

## 経歴

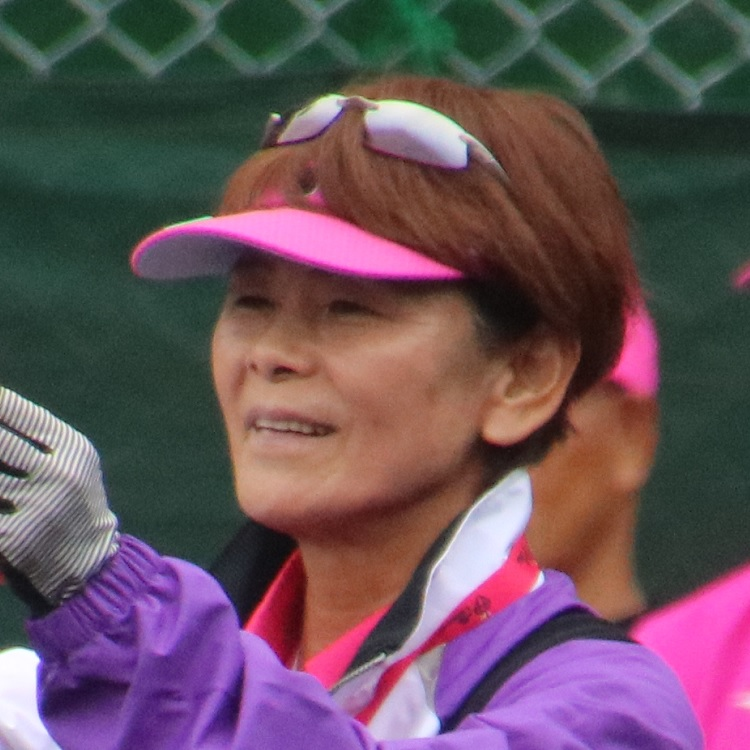
JDリーグイベントにて (2024年)

- 埼玉県川島町立川島中学校1年時からソフトボールを始める。その後、星野女子高等学校に進学（三塁手）。
- 1972年、日本リーグ1部のユニチカ垂井ソフトボール部に入団。
- 1974年、世界選手権に日本代表選手として最年少で出場。銀メダル獲得。
- 1985年、現役引退。その後、ジュニア日本代表コーチを経てソフトボールリーグの日立高崎の監督に就任。（全日本総合選手権5回優勝、日本リーグ3回優勝）
- 1997年、日本代表監督に就任。
- 1998年7月、世界選手権で銅メダル獲得。
- 2000年8月、シドニーオリンピック銀メダル。彩の国功労賞受賞。
- 2002年8月、会社の後輩である伏見幸男と結婚。
- 2004年8月、アテネオリンピック銅メダル。同年9月、日本代表監督退任。
- 2005年、国際ソフトボール連盟殿堂入り。日本人で初の栄誉となる。
- その後、宇津木麗華が現役を引退するとルネサス高崎（日立高崎から改称）の監督職を譲り、自らは同チームの総監督に就任。
- 2008年8月、北京オリンピックではジャパンコンソーシアムでのテレビ解説者となった。
- 2010年4月、ルネサス高崎との契約満了後、東京国際大学の特命教授[2]、及び同大学の女子ソフトボール部の総監督に就任[3]。また、ルネサス高崎のシニアアドバイザーに就任。
- 2011年6月、NPO法人ソフトボール・ドリームを設立し、理事長に就任。
- 2014年、公益財団法人日本ソフトボール協会の副会長に就任。
- 2014年5月、世界野球ソフトボール連盟の執行理事に就任。任期は2021年までの7年間[4]。
- 2020年9月、一般社団法人日本女子ソフトボールリーグ機構の副会長に就任。
- 2021年3月、一般社団法人日本女子ソフトボールリーグ機構の副会長兼キャプテンに就任[5][6]。
- 2024年11月、旭日小綬章受章[7][8]。

## 宇津木ジャパン（2004年アテネ五輪ソフトボール代表）
2004年のアテネ五輪のソフトボール日本代表。アテネではとにかく足を使った攻撃を多用、外野の守備を強化。予選4位で通過したが3位決定戦でオーストラリアに敗れ銅メダルを獲得。福山雅治がアテネまで慰問に訪れた。

### メンバー
投手
- 上野由岐子 - 五輪直前のジャパンカップではアメリカ戦でノーヒットノーラン、アテネ五輪では中国戦で完全試合を達成。
- 坂井寛子
- 坂本直子
- 高山樹里 - アトランタ、シドニー、アテネと五輪3大会連続で出場、アトランタとシドニーでは開幕投手。

捕手
- 乾絵美
- 山路典子 - 高山樹里同様アトランタ、シドニー、アテネと五輪3大会連続で出場。

内野手
- 伊藤良恵
- 宇津木麗華
- 佐藤理恵
- 内藤恵美
- 三科真澄

外野手
- 岩渕有美
- 斎藤春香
- 佐藤由希
- 山田恵里

## 人物・エピソード
- NHKのテレビ番組「プロジェクトX〜挑戦者たち〜」の第38回として、2001年1月30日に「女子ソフト銀メダル 知られざる日々」が放送され、宇津木の半生が取り上げられた。これは後にダウンロードデータ化、および書籍化されている。
- 自らが厳しいトレーニングでチームの補欠選手から世界選手権出場まで登り詰めた経験を持ち、現役引退後も練習中は選手に一切の私語を許さない、1分間に40本のペースで飛んでくる速射ノックを選手に浴びせて一切休ませないなどの厳しい指導で有名だった。これは日本代表の監督になっても変わらず、陽射しを遮るための黒いサングラスを掛けた宇津木はアーティスティックスイミングチームの井村雅代コーチと共に「鬼コーチ」として恐れられ、かつ信頼された。もちろん、それは「若い子を見ると鍛えたくなるんですよ。そうやって成長するのを見るのが楽しいじゃないですか」という宇津木の愛情でもある。
- 世界選手権に出場した宇津木を少女時代に見て「世界一の選手」と感じ、宇津木が現役引退した後の1988年に中華人民共和国から来日して日立高崎で宇津木の指導を受けたのが宇津木麗華（任彦麗）だった。1994年の日本リーグで三冠王を獲得した後、1995年に日本に帰化し、「宇津木」の姓を名乗った。その後、シドニーとアテネの2度のオリンピックでは宇津木妙子監督の下で日本代表チームの主砲として活躍し、現役引退後は宇津木妙子を継いでルネサス高崎の監督に就任している。
- シドニーオリンピックの決勝戦の対アメリカ戦、宇津木妙子は先発に増渕まり子を起用、リードしたらすぐに守護神の高山樹里を投入するプランを立てていた。試合は宇津木麗華のホームランで先制して、自分の思う通りの展開になったが、先発増渕が絶好調だった為、「もう一イニング増渕で行こう」と思い、増渕を続投させた直後にアメリカに同点にされた。このことに対して宇津木妙子はシドニー五輪後のマスコミインタビューに「あそこで迷わず高山に代えるべきだった」と自分の迷いを悔やむ発言をしている。
- ソフトボールでのオリンピック金メダル獲得は日本ソフトボール協会の悲願で、同協会はアテネ大会終了後に宇津木との監督契約を延長せず、男子代表監督の井川英福に引き継がせた。この際、宇津木自身は退任に消極的だったが、シドニーに次ぐ2度目の敗戦の責任を問われて押し切られたとされる。その後、北京オリンピックはアテネで主将だった斎藤春香が監督となった。
- 日本代表監督を退任し、ルネサス高崎でも総監督として一歩退いた立場になった宇津木は、その指導論や教育論に関する講演を積極的に行うようになった。そこでは選手への指導時とは全く違い、優しい人柄を周囲に感じさせている。また、2007年には中央教育審議会の委員に選任されている。
- プロ野球中日ドラゴンズ（特に立浪和義選手）との親交が深く、ソフトボール日本代表やルネサス高崎が中日の沖縄キャンプで合同練習を行っている。2006年の沖縄キャンプでは2月22日に訪れ、宇津木自らが中日の野手に約2時間、約1000本の速射ノックを浴びせ、中日の選手達はそれぞれ井端弘和が「（自分達の）落合博満監督よりきつい、本当にいやらしい」、立浪和義が「（一緒に受けた）あの子（三科真澄）はタフですよ」、柳田殖生が「左右に振られてばっかり、（それまでのキャンプ中で）今日が一番きつかった」などと異口同音に驚いたが、宇津木自身は「前は3時間ぐらい打ったけど、年で体力が落ちてきて、きょうは全部で1000本ぐらいかな。距離があるし、力がなくなってきている。もうちょっとトレーニングしないと。」[9]のコメントを残している。
- 北京オリンピックの中継では、自らのチームから参加する上野由岐子をはじめ、日本チームのミス（失投など）を見過ごさずに厳しく指摘し続けた。これは、「たとえ不本意な結果でも頑張った選手を称えよう」と心がける他競技の解説者とは大きく異なっている。一方で日本のチャンス、ピンチでは落ち着いた口調から一変、悲鳴や絶叫を上げる姿が話題となった。決勝戦で金メダルを獲得した際には解説が続けられなくなるほど号泣し、表彰式ではメダルが授与される選手一人一人の名前とそれぞれの好プレーを挙げて褒め称えていた。
- シドニーオリンピック決勝戦で小関しおりがサヨナラエラーを喫した日、試合後にチームメイト達が小関を慰める中、宇津木は「いつまで泣いてるんだ!お前のエラーで負けたんだ!」と小関を叱責したが、チームメイト達は「あのエラーはみんなのエラーです!」と怒る宇津木に言い返していた[10]。宇津木曰く「励ますつもりだったが、言い過ぎてしまった。」とのちに発言した。
- 宇津木は選手毎の細かいプロフィールをまとめて個別に面談を繰り返し、毎日の食事に至るまで監視を行い、この選手ならここまでやれるだろうという計算の下で猛練習を課した。選手達のトレーナーからは反発されたが、この指導のおかげで宇津木が監督を務めていた頃のソフト日本代表は大きな故障者を出さなかったという。一方ベテランや故障者には、ノック失敗の罰として立たせるという名目で適度に休憩を取らせていた[10]。
- その厳しさで恐れられていた宇津木は「結果を出せば皆が幸せになるので、変にいい人になろうとはしなかった」としている。その点、上野由岐子の短所として宇津木は「人に嫌われないこと」と挙げており「良い人になってしまっては金メダルは取れない」と指摘していた。宇津木は自分の我の強い性格が、5人きょうだいの末っ子という出自に由来することを自著で仄めかしている[10]。
- 2019年、高崎市は市の「高崎市浜川ソフトボール場第１球場」の愛称を宇津木妙子・宇津木麗華の両名にちなみ「宇津木スタジアム」と命名するとした[11]。

## 社会的活動
- 文部科学省中央教育審議会委員（第4期）

## 著書
- 『宇津木妙子ソフトボール入門―レベルアップのための基本技術と勝つための戦術』（大泉書店、2001年、ISBN 4-278-04660-X）
- 『女は女が強くする』（共著、草思社、2001年、ISBN 4-7942-1068-X）
- 『チームワーク 心を一つにして』（学陽書房、2001年、ISBN 4-313-86013-4）
- 『努力は裏切らない』（幻冬舎、2001年、ISBN 4-344-00069-2）
- 『金メダルへの挑戦! シドニーからアテネ、そして北京へ』（学陽書房、2004年、ISBN 4-313-81605-4）
- 『いちばんわかりやすいソフトボール入門』（大泉書店、2006年、ISBN 4-278-04693-6）
- 『宇津木魂 女子ソフトはなぜ金メダルが獲れたのか』（文藝春秋、2008年、ISBN 4-16-660666-2）
- 『ソフトボール眼』（講談社、2009、ISBN 978-4-06-215166-5）